# جریان اورینوکو
جریان اورینوکو (انگلیسی: Orinoco Flow) ترانه ای از خواننده و ترانه‌سرا ایرلندی انیا است که در ۱۵ اکتبر ۱۹۸۸به عنوان نخستین تک آهنگ آلبوم نقش‌آب (آلبوم) منتشر شد.